# Mumble
Mumble és una aplicació multiplataforma lliure de veu sobre IP especialitzada en la multiconferència. Els seus principals usuaris són jugadors, i és similar a programes privatius com TeamSpeak i Ventrilo. Usa una arquitectura client-servidor on els usuaris que volen parlar es connecten al mateix servidor.
La meta del disseny de Mumble no és tant crear la utilitat per a jocs més elitista sinó fer-la la més social. La meta és recrear la sensació i la interacció d'una trobada LAN. Per això Mumble té una interfície de configuració molt simple i el major esforç d'enginyeria està en la seva gran qualitat de so i la seva baixa latència.
Des de la versió 1.1.7 Mumble té suport natiu per al teclat amb display LCD Logitech G15.

## Seguretat
Des de la versió 1.1, tota la comunicació es xifra amb xifrat TLS per assegurar la privadesa.
Els usuaris tenen la possibilitat d'identificar-se, ja que el servidor està preparat per limitar els permisos dels visitants (escolta, accés i creació de sales entre altres).
Es pot restringir l'accés a una sala amb una contrasenya.

## Jerarquia de canals
Un servidor mumble (el nom del qual és murmur) té un canal principal (root) i una jerarquia de canals a partir d'ell. Els usuaris poden enllaçar canals per crear canals virtuals més grans. Això és útil per a esdeveniments llargs on un petit grup d'usuaris pot parlar en un canal, però ells necessiten poder escoltar anuncis de notícies en un canal comú. També s'usa per a jocs en equip en primera persona. Cada canal té associat un conjunt de grups i una llista de permisos d'accés d'usuaris. El sistema de permisos és complex a causa dels diferents escenaris, i aquesta complexitat fa que no sigui trivial configurar els servidors.

## Qualitat de so
Mumble és conegut per la seva òptima qualitat de so, ja que usa Speex no només com a còdec de veu, si no per a reducció de soroll i control automàtic de guany. Mumble està optimitzat per a baixes latències, cosa que facilita una comunicació més ràpida (amb menys retard).
Mumble incorpora eliminació de ressò, cosa que permet l'ús d'altaveus i d'auriculars. Amb alguns jocs, per exemple Call Of Duty, un connector permet escoltar a altres jugadors posicionant el so des del lloc virtual en el qual es trobin pel que fa a l'usuari.

## Connectors
Existeix un connector integrat per usar amb jocs. Aquesta capa mostra qui està parlant i en quin canal es troba. Des de la versió 1.0, els usuaris poden pujar els seus propis avatars per representar-los, creant una experiència molt més personalitzada. Des de la versió 1.1, aquesta capa funciona amb la majoria de jocs en Direct3D 9 i OpenGL a Windows, i OpenGL a Linux i MacOSX. Amb la versió 1.2.0 s'ha afegit suport per Direct3D 10.

## Àudio posicional
Per a certs jocs mumble pot permetre escoltar a la gent amb la qual s'està jugant des de la posició en el joc on es trobin. Això no només dona una sensació d'orientació sinó també de distància. La majoria dels jocs estan adaptats en aquest moment, o els jocs ja inclouen ells mateixos via la interfície anomenada Link plugin.

## Integració de servidors
Mumble està especialment dissenyat per donar una estructura social a jocs. Per això, el servidor és totalment controlable sobre D-Bus o Ice.
Es poden crear canals, moure a usuaris i fins i tot es pot crear servidors virtuals. S'inclou un exemple que mostra com usar aquesta integració per connectar un servidor a un de Battlefield 2 que automàticament posa als usuaris en canals d'acord amb l'equip i squad adequats. Un altre exemple s'inclou com autenticar els usuaris connectats a través d'una base de dades phpBB3 que evitarà la duplicació d'informació relativa a usuaris i contrasenyes.